# Zaječov v Brdech

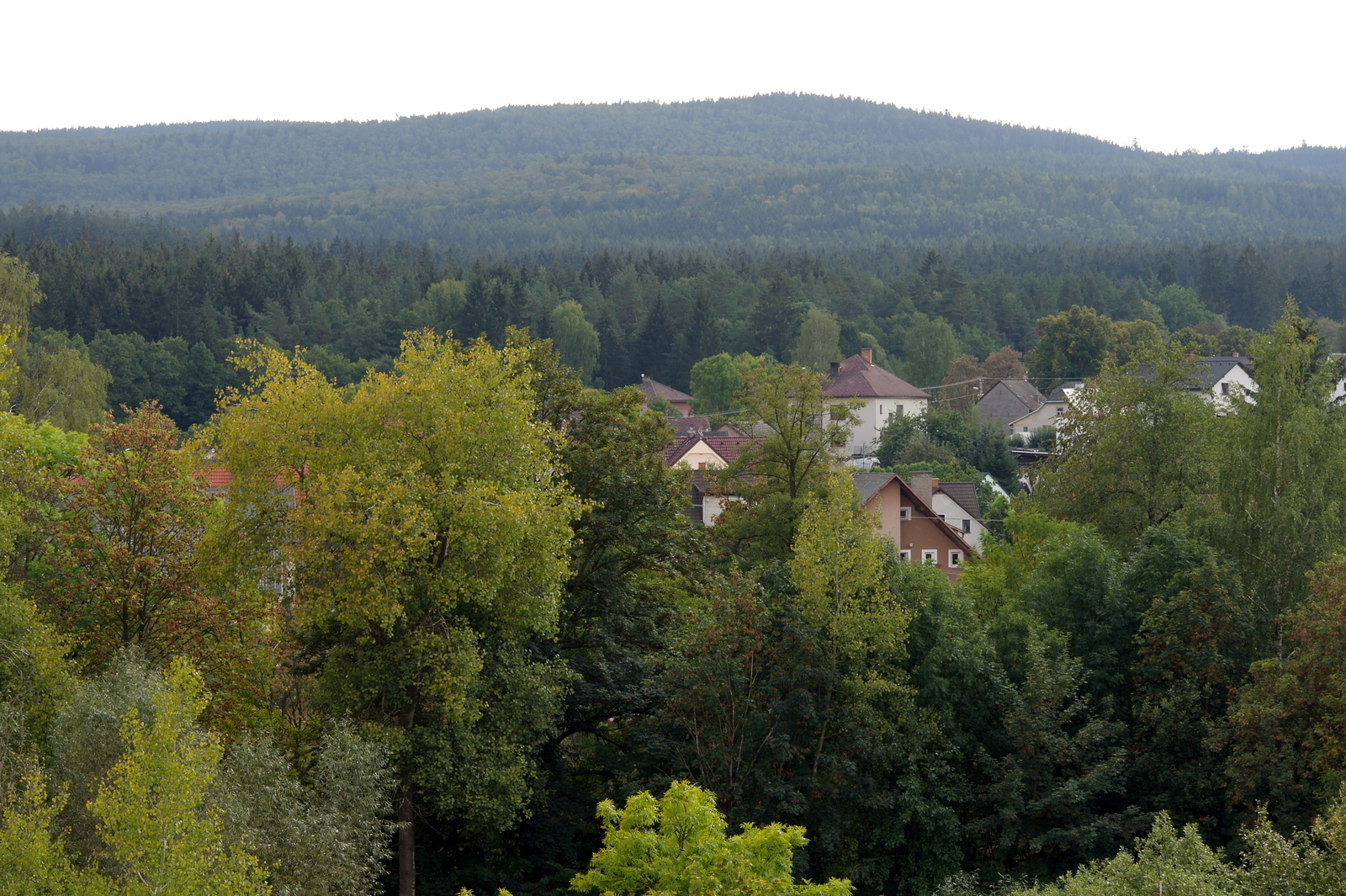
Zaječov v Brdech, roku 2014 nově vytvořené katastrální území (dříve vojenský újezd Brdy).

Zaječov v Brdech je katastrální území vytvořené k 10. únoru 2014 na severu území tehdejšího vojenského újezdu Brdy v souvislosti s jeho připravovaným zrušením, k němuž došlo k 1. lednu 2016. Rozloha nového katastrálního území je 15,219726 km². Je to převážně zalesněné katastrální území, v němž je jen několik budov. V katastru pramení potoky Jalový a Mourový. Nejvyšším místem je vrchol Jordán (826 m n. m.), dále se zde nachází Dlouhý vrch (775 m n. m.), či Beran (684 m n. m.). Severní část katastru náležela v období před zrušením vojenského újezdu (to jest 23. prosince 2015) do zóny B, do níž byl o víkendech a státních svátcích povolen vstup široké veřejnosti. 

## Historický přehled
Až do vzniku vojenského újezdu Brdy bylo téměř celé území moderního k. ú. Zaječov v Brdech součástí katastrálního území tehdejší obce Kvaň a jen malá část území, představující severní část dnešní lesní parcely 7/3, náležela do katastrálního území Zaječov. Roku 1950 vznikl vojenský újezd Brdy, do něhož bylo začleněno i celé území moderního k. ú. Zaječov v Brdech. Roku 1967 byly do vojenského újezdu začleněné části katastrů i nadále samostatných obcí vyčleněny jako samostatná katastrální území, jejichž názvy byly doplněné římskou číslovkou I. Na území moderního k. ú. Zaječov v Brdech tak nyní zasahovala katastrální území Kvaň I a Zaječov I. K 31. lednu 2003 pak bylo dosavadní katastrální členění území vojenského újezdu Brdy zrušeno a nahrazeno pěti většími katastrálními územími, přičemž se celá dosavadní katastrální území Kvaň I a Zaječov I stala součástí rozšířeného k. ú. Těně I. V rámci příprav na zrušení vojenského újezdu Brdy pak k 10. únoru 2014 vzniklo nové k. ú. Zaječov v Brdech, jehož součástí se staly všechny pozemky bývalých katastrálních území Kvaň I a Zaječov I. K 1. lednu 2016 se k. ú. Zaječov v Brdech stalo součástí území obce Zaječov, k níž se tak vrátila veškerá půda, která byla při vzniku vojenského újezdu Brdy odejmuta oběma jejím dnešním katastrálním územím, jimiž jsou Zaječov a Kvaň.